# Xmucane e Xpiacoc
Ixpiyacóc e Ixmucané sono due personaggi della mitologia Maya Quiché.
Sono generalmente chiamati i nonni dell'alba

## Miti i cui sono presenti Ixpiyacoc e Ixmucané

### Mito del primo tentativo per la creazione
Ixpiyacoc e Ixmucané sono chiamati nonna dell'alba (femminile per entrambi) e sono alleati di Huracan e Gukumatz. Essi propongono di creare l'uomo con il legno, ottenendo risultati peggiori delle aspettative. 

### Mito degli Eroi Gemelli
La seconda parte del Popol Vuh descrive varie vicende che riguardano Ixmucané, la nonna di Hunahpú e Ixb'alanqué.
Un giorno Hunahpú e Ixb'alanqué trasformano i loro fratellastri Hun Batz e Hun Chouén trasformati in scimmie urlatrici per vendetta e lei, vedendoli, scoppiò in una risata grassa e fa scappare le trafelate scimmie.
In un'altra occasione Hunahpú buca una brocca e la manda a prendere l'acqua dalla fontana per preparare la chicha, e intanto gli eroi gemelli prendono le divise da gioco di Hun Hunahpú (loro padre) e Vucub Hunahpú.
Lei inoltre tenta vanamente di convincere i nipoti a non andare a Xibalba. Nell'intervallo fra queste leggende e quelle precedenti, Ixpiyacoc è morto.

### Mito della definitiva creazione
Un redivivo Ixpiyacoc compare nel mito della definitiva creazione dell'uomo di mais, dove, insieme a Ixmucané, macina il mais giallo (cioè il granturco) ed il mai bianco (cioè il grano) per creare carne e sangue di B'alam Quitzé, B'alam Acab, Mahucutah e Iqui B'alam, i cui nomi significano rispettivamente "Giaguaro Sincero", "Giaguaro Oscuro", "Non-duraturo" e "Giaguaro della Luna", ossia i primi uomini.